# Fortuna:Liga 2020/2021
Fortuna:Liga 2020/21 byl 28. ročník nejvyšší české fotbalové soutěže. Soutěž výjimečně hrálo 18 týmů, ligové grémium před koncem ligové sezony 2019/20 tak rozhodlo po prodloužení sezony kvůli pandemii covidu-19. Odpadla baráž mezi 14. a 15. týmem první ligy s 2. a 3. týmem druhé ligy. Z důvodu nedohrání skupiny o udržení z ligy nikdo nesestoupil a z druhé ligy postoupily dva nejlepší týmy – FK Pardubice a FC Zbrojovka Brno. Každý tým odehrál 34 utkání a nehrála se nadstavba zavedená v sezoně 2018/19. Z ligy sestoupily tři týmy, z druhé postoupí jeden a počet týmů pro sezonu 2021/22 tak klesne zpět na 16. Titul obhájila Slavia Praha. Do druhé ligy sestoupily týmy 1. FK Příbram, FC Zbrojovka Brno a SFC Opava.

## Přerušení
Z nařízení vlády ze dne 8. října byla liga v pondělí 12. října 2020 přerušena. Délka opatření byla původně stanovena na 14 dní (tj. do neděle 25. října), další opatření ohledně shromažďování osob zastavilo ligu minimálně do 20. listopadu. Vedení Ligové fotbalové asociace (LFA) se ale rozhodnutí nelíbilo, a žádalo premiéra Andreje Babiše a ministra zdravotnictví Romana Prymulu o výjimku pro sportovní akce. Otevřený dopis premiéru Babišovi napsali i kapitáni Sparty a reprezentace (Bořek Dočkal), Slavie (Jan Bořil) a Liberce (Jan Mikula), pod dopis se následně podepsali i zástupci zbývajících prvoligových klubů. Dne 2. listopadu vláda schválila obnovení profesionálních sportovních soutěží.

## Týmy

### Stadiony a umístění
| Týmy                       | Stadiony                              | Kapacita |
| -------------------------- | ------------------------------------- | -------- |
| SK Slavia Praha            | Sinobo Stadium                        | 20 232   |
| FC Viktoria Plzeň          | Doosan Arena                          | 11 700   |
| AC Sparta Praha            | Generali Česká pojišťovna Aréna       | 18 887   |
| FK Jablonec                | Stadion Střelnice                     | 6 108    |
| FC Slovan Liberec          | Stadion U Nisy                        | 9 900    |
| FC Baník Ostrava           | Městský stadion v Ostravě-Vítkovicích | 15 123   |
| FK Mladá Boleslav          | Městský stadion Mladá Boleslav        | 5 000    |
| Bohemians Praha 1905       | Ďolíček                               | 6 300    |
| SK Dynamo České Budějovice | Fotbalový stadion Střelecký ostrov    | 6 681    |
| 1. FC Slovácko             | MFS Miroslava Valenty                 | 8 000    |
| SK Sigma Olomouc           | Andrův stadion                        | 12 541   |
| FK Teplice                 | Stadion Na Stínadlech                 | 18 221   |
| FC Fastav Zlín             | Letná                                 | 5 898    |
| MFK Karviná                | Městský stadion Karviná               | 4 833    |
| SFC Opava                  | Městský stadion Opava                 | 7 758    |
| 1. FK Příbram              | Na Litavce                            | 9 100    |
| FK Pardubice               | Ďolíček                               | 6 300    |
| FC Zbrojovka Brno          | MFS Srbská                            | 12 550   |

### Trenéři a kapitáni
Poznámka: V kolonce Kapitán uvedeni všichni hráči, kteří nesli v utkáních kapitánskou pásku, v závorce uveden počet zápasů.
| Tým                        | Trenér                                                                             | Kapitán |
| -------------------------- | ---------------------------------------------------------------------------------- | --- |
| 1. FC Slovácko             | Martin Svědík (1.–29., 31.–34.) 000 Josef Mucha (30.)                              | Michal Kadlec (17) Vlastimil Daníček (15) Stanislav Hofmann (1)                                                                                |
| 1. FK Příbram              | Pavel Horváth (1.–23.) Jozef Valachovič (24.–34.)                                  | Jan Rezek (21) Jaroslav Tregler (9) Tomáš Pilík (3) Karel Soldát (1)                                                                           |
| AC Sparta Praha            | Václav Kotal (1.–17.) Pavel Vrba (18.–34.)                                         | Bořek Dočkal (31) David Pavelka (3) |
| Bohemians Praha 1905       | Luděk Klusáček (1.–34.)                                                            | Josef Jindřišek (16) Daniel Krch (10) Martin Dostál (6) Lukáš Hůlka (2)                                                                        |
| FC Baník Ostrava           | Luboš Kozel (1.–6., 8.–21.) 000 Ondřej Smetana (7.) Ondřej Smetana (22.–34.)       | Jan Laštůvka (32) Jiří Fleišman (1) Patrizio Stronati (1)                                                                                      |
| FC Fastav Zlín             | Bohumil Páník (1.–31.) Jan Jelínek (32.–34.)                                       | Tomáš Poznar (19) Petr Jiráček (12) Marek Hlinka (2)                                                                                           |
| FC Slovan Liberec          | Pavel Hoftych (1.–7., 9.–34.) 000 Pavel Medynský (8.)                              | Jan Mikula (31) Michael Rabušic (2) Taras Kačaraba (1)                                                                                         |
| FC Viktoria Plzeň          | Adrián Guľa (1.–31.) Michal Bílek (32.–34.)                                        | Jakub Brabec (31) David Limberský (2) Lukáš Hejda (1)                                                                                          |
| FC Zbrojovka Brno          | Miloslav Machálek (1.–11.) Richard Dostálek (12.–34.)                              | Pavel Dreksa (21) Luděk Pernica (5) Peter Štepanovský (5) Jakub Šural (2) Ondřej Vaněk (1)                                                     |
| FK Jablonec                | Petr Rada (1.–6., 8.–12., 14.–34.) 000 Džimis Bekakis (7.) 000 Zdeněk Klucký (13.) | Tomáš Hübschman (18) Martin Doležal (11) Jakub Považanec (5)                                                                                   |
| FK Mladá Boleslav          | Jozef Weber (1.–10.) Karel Jarolím (11.–34.)                                       | Lukáš Budínský (17) Marek Matějovský (11) Antonín Křapka (3) Laco Takács (2)                                                                   |
| FK Pardubice               | Jiří Krejčí a Jaroslav Novotný (1.–34.)                                            | Jan Jeřábek (24) Martin Toml (6) Martin Šejvl (4)                                                                                              |
| FK Teplice                 | Stanislav Hejkal (1.–9.) Radim Kučera (10.–34.)                                    | Jakub Mareš (17) Admir Ljevaković (5) Tomáš Grigar (3) Pavel Moulis (3) Tomáš Kučera (2) Jakub Řezníček (2) Tomáš Vondrášek (2)                |
| MFK Karviná                | Juraj Jarábek (1.–23.) Petr Mašlej (24.) Jozef Weber (25.–34.)                     | Michal Papadopulos (16) Martin Šindelář (10) Petr Bolek (4) Lukáš Bartošák (1) Marek Janečka (1) Vojtěch Smrž (1)                              |
| SFC Opava                  | Radoslav Kováč a Alois Skácel (1.–34.)                                             | Jan Žídek (23) Josef Hnaníček (2) Matěj Hrabina (2) Jan Schaffartzik (2) Dalibor Večerka (2) Joss Didiba (1) Václav Juřena (1) Tomáš Smola (1) |
| SK Dynamo České Budějovice | David Horejš (1.–34.)                                                              | Patrik Čavoš (23) Jaroslav Drobný (6) Martin Králik (3) Lukáš Havel (1) Jiří Kladrubský (1)                                                    |
| SK Sigma Olomouc           | Radoslav Látal (3.–6., 8.–34.) 000 Ladislav Minář (1.–2.) 000 Jiří Neček (7.)      | Roman Hubník (25) Vít Beneš (6) David Houska (3)                                                                                               |
| SK Slavia Praha            | Jindřich Trpišovský (1.–34.)                                                       | Jan Bořil (24) Ondřej Kúdela (5) Ondřej Kolář (1) Lukáš Masopust (1) Stanislav Tecl (1) Ibrahim Traoré (1)                                     |

#### Změny trenérů
| Tým               | Končící trenér    | Důvod                        | Datum         |               | Kolo | Pozice | Nový trenér      | Datum         |                    |
| ----------------- | ----------------- | ---------------------------- | ------------- | ------------- | ---- | ------ | ---------------- | ------------- | ------------------ |
| FK Teplice        | Stanislav Hejkal  | neuspokojivé výsledky        | 29. listopadu | [ 22 ]        | 9.   | 15.    | Radim Kučera     | 30. listopadu | [ 23 ]             |
| FK Mladá Boleslav | Jozef Weber       | neuspokojivé výsledky        | 7. prosince   | [ 20 ]        | 10.  | 15.    | Karel Jarolím    | 8. prosince   | [ 21 ]             |
| FC Zbrojovka Brno | Miloslav Machálek | neuspokojivé výsledky        | 15. prosince  | [ 17 ]        | 11.  | 17.    | Richard Dostálek | 15. prosince  | [ 17 ]             |
| AC Sparta Praha   | Václav Kotal      | neuspokojivé výsledky        | 3. února      | [ 10 ]        | 17.  | 3.     | Pavel Vrba       | 3. února      | [ 11 ]             |
| FC Baník Ostrava  | Luboš Kozel       | neuspokojivé výsledky        | 27. února     | [ 12 ] [ 29 ] | 21.  | 9.     | Ondřej Smetana   | 27. února     | [ 12 ]             |
| 1. FK Příbram     | Pavel Horváth     | neuspokojivé výsledky        | 15. března    | [ 8 ]         | 23.  | 18.    | Jozef Valachovič | 15. března    | [ 9 ]              |
| MFK Karviná       | Juraj Jarábek     | neuspokojivé výsledky        | 16. března    | [ 24 ]        | 23.  | 13.    | Petr Mašlej      | ?             | [ pozn. 7 ] [ 25 ] |
| MFK Karviná       | Petr Mašlej       | podepsána náhrada za Jarábka | 23. března    | —             | 24.  | 13.    | Jozef Weber      | 23. března    | [ 26 ]             |
| FC Viktoria Plzeň | Adrián Guľa       | neuspokojivé výsledky        | 9. května     | [ 15 ]        | 31.  | 5.     | Michal Bílek     | 10. května    | [ 16 ]             |
| FC Fastav Zlín    | Bohumil Páník     | neuspokojivé výsledky        | 10. května    | [ 30 ]        | 31.  | 14.    | Jan Jelínek      | 10. května    | [ pozn. 7 ] [ 30 ] |

## Tabulka
| Poř. | Tým                        | Z  | V  | R  | P  | VG | OG | B  |
| ---- | -------------------------- | -- | -- | -- | -- | -- | -- | -- |
| 1.   | SK Slavia Praha (C)        | 34 | 26 | 8  | 0  | 85 | 20 | 86 |
| 2.   | AC Sparta Praha            | 34 | 23 | 5  | 6  | 82 | 43 | 74 |
| 3.   | FK Jablonec                | 34 | 21 | 6  | 7  | 59 | 33 | 69 |
| 4.   | 1. FC Slovácko             | 34 | 19 | 6  | 9  | 58 | 33 | 63 |
| 5.   | FC Viktoria Plzeň          | 34 | 17 | 7  | 10 | 60 | 45 | 58 |
| 6.   | FC Slovan Liberec          | 34 | 14 | 10 | 10 | 44 | 32 | 52 |
| 7.   | FK Pardubice (N)           | 34 | 15 | 7  | 12 | 41 | 42 | 52 |
| 8.   | FC Baník Ostrava           | 34 | 13 | 10 | 11 | 48 | 38 | 49 |
| 9.   | SK Sigma Olomouc           | 34 | 11 | 12 | 11 | 40 | 40 | 45 |
| 10.  | Bohemians Praha 1905       | 34 | 10 | 13 | 11 | 40 | 37 | 43 |
| 11.  | FK Mladá Boleslav          | 34 | 10 | 9  | 15 | 49 | 54 | 39 |
| 12.  | MFK Karviná                | 34 | 9  | 12 | 13 | 37 | 49 | 39 |
| 13.  | SK Dynamo České Budějovice | 34 | 9  | 11 | 14 | 33 | 47 | 38 |
| 14.  | FC Fastav Zlín             | 34 | 8  | 8  | 18 | 30 | 50 | 32 |
| 15.  | FK Teplice                 | 34 | 7  | 9  | 18 | 34 | 66 | 30 |
| 16.  | FC Zbrojovka Brno (N)      | 34 | 5  | 11 | 18 | 33 | 57 | 26 |
| 17.  | 1. FK Příbram              | 34 | 5  | 10 | 19 | 26 | 65 | 25 |
| 18.  | SFC Opava                  | 34 | 3  | 8  | 23 | 23 | 71 | 17 |

Poznámky:
- Z = Odehrané zápasy; V = Vítězství; R = Remízy; P = Prohry; VG = Vstřelené góly; OG = Obdržené góly; B = Body
- (N) = nováček (předchozí sezónu hrál nižší soutěž a postoupil), (C) = obhájce titulu

|  | Postup do 3. předkola mistrovské části Ligy mistrů UEFA 2021/22   |
|  | Postup do 2. předkola nemistrovské části Ligy mistrů UEFA 2021/22 |
|  | Postup do 3. předkola Evropské ligy UEFA 2021/22                  |
|  | Postup do 2. předkola Evropské konferenční ligy UEFA 2021/22      |
|  | Sestup do 2. ligy 2021/22                                         |

### Pořadí po jednotlivých kolech
Při shodném počtu bodů a skóre mohou být kluby umístěny na stejném místě v průběhu soutěže (zejména zpočátku), v závěru platí v případě rovnosti bodů a skóre dodatečná kritéria, která rozhodují o konečném pořadí.
| Klub / kolo      | 1      | 2  | 3  | 4  | 5  | 6  | 7  | 8  | 9  | 10 | 11 | 12 | 13 | 14 | 15 | 16 | 17 | 18 | 19 | 20 | 21 | 22 | 23 | 24 | 25 | 26 | 27 | 28 | 29 | 30 | 31 | 32 | 33 | 34 |   |
| ---------------- | ------ | -- | -- | -- | -- | -- | -- | -- | -- | -- | -- | -- | -- | -- | -- | -- | -- | -- | -- | -- | -- | -- | -- | -- | -- | -- | -- | -- | -- | -- | -- | -- | -- | -- | - |
| Klub / kolo      | Slavia | 1  | 1  | 2  | 2  | 2  | 2  | 1  | 1  | 1  | 1  | 1  | 1  | 1  | 1  | 1  | 1  | 1  | 1  | 1  | 1  | 1  | 1  | 1  | 1  | 1  | 1  | 1  | 1  | 1  | 1  | 1  | 1  | 1  | 1 |
| Sparta           | 3      | 2  | 1  | 1  | 1  | 1  | 2  | 2  | 2  | 2  | 2  | 2  | 2  | 3  | 3  | 3  | 2  | 2  | 2  | 2  | 2  | 2  | 2  | 2  | 2  | 3  | 2  | 3  | 3  | 3  | 2  | 2  | 2  | 2  |   |
| Jablonec         | 7      | 5  | 4  | 7  | 5  | 6  | 8  | 5  | 8  | 3  | 3  | 3  | 3  | 2  | 2  | 2  | 2  | 3  | 3  | 4  | 4  | 5  | 4  | 3  | 4  | 2  | 3  | 2  | 2  | 2  | 3  | 3  | 3  | 3  |   |
| Slovácko         | 6      | 4  | 3  | 6  | 8  | 10 | 11 | 10 | 6  | 6  | 8  | 10 | 9  | 6  | 4  | 4  | 4  | 4  | 4  | 3  | 3  | 3  | 5  | 4  | 3  | 4  | 4  | 4  | 4  | 4  | 4  | 4  | 4  | 4  |   |
| Plzeň            | 4      | 11 | 8  | 3  | 3  | 3  | 3  | 4  | 4  | 5  | 6  | 5  | 5  | 9  | 9  | 8  | 5  | 8  | 8  | 6  | 6  | 6  | 6  | 6  | 6  | 5  | 5  | 5  | 5  | 5  | 5  | 5  | 5  | 5  |   |
| Liberec          | 12     | 7  | 5  | 5  | 6  | 5  | 5  | 6  | 9  | 10 | 11 | 8  | 6  | 8  | 6  | 6  | 8  | 5  | 5  | 5  | 5  | 4  | 3  | 5  | 5  | 6  | 6  | 6  | 6  | 6  | 6  | 6  | 6  | 6  |   |
| Pardubice        | 12     | 10 | 10 | 12 | 7  | 7  | 6  | 7  | 7  | 8  | 5  | 6  | 8  | 5  | 8  | 10 | 10 | 7  | 9  | 7  | 7  | 7  | 8  | 9  | 7  | 9  | 7  | 7  | 7  | 7  | 7  | 7  | 7  | 7  |   |
| Ostrava          | 9      | 13 | 13 | 9  | 12 | 13 | 10 | 13 | 13 | 12 | 10 | 7  | 10 | 7  | 5  | 5  | 7  | 10 | 6  | 9  | 9  | 9  | 7  | 7  | 8  | 7  | 8  | 8  | 8  | 8  | 8  | 8  | 8  | 8  |   |
| Olomouc          | 7      | 12 | 7  | 4  | 4  | 4  | 4  | 3  | 3  | 4  | 4  | 4  | 4  | 4  | 7  | 7  | 6  | 9  | 10 | 8  | 8  | 8  | 9  | 8  | 9  | 8  | 9  | 9  | 9  | 10 | 10 | 10 | 10 | 9  |   |
| Bohemians        | 2      | 3  | 9  | 11 | 13 | 9  | 12 | 11 | 11 | 13 | 13 | 13 | 13 | 14 | 14 | 13 | 12 | 12 | 12 | 12 | 13 | 13 | 12 | 11 | 11 | 10 | 10 | 10 | 10 | 9  | 9  | 9  | 9  | 10 |   |
| Mladá Boleslav   | 17     | 18 | 18 | 14 | 14 | 15 | 15 | 14 | 14 | 15 | 15 | 15 | 15 | 15 | 15 | 15 | 16 | 16 | 16 | 16 | 15 | 15 | 15 | 15 | 15 | 14 | 14 | 14 | 14 | 13 | 13 | 13 | 13 | 11 |   |
| Karviná          | 9      | 5  | 11 | 10 | 10 | 8  | 7  | 9  | 10 | 9  | 7  | 9  | 7  | 10 | 11 | 11 | 11 | 11 | 11 | 11 | 12 | 12 | 13 | 13 | 13 | 12 | 11 | 11 | 11 | 12 | 12 | 12 | 11 | 12 |   |
| České Budějovice | 18     | 15 | 17 | 16 | 16 | 16 | 17 | 12 | 12 | 11 | 12 | 12 | 12 | 13 | 10 | 9  | 9  | 6  | 7  | 10 | 10 | 10 | 10 | 10 | 10 | 11 | 12 | 12 | 12 | 11 | 11 | 11 | 12 | 13 |   |
| Zlín             | 11     | 8  | 6  | 8  | 9  | 11 | 9  | 8  | 5  | 7  | 9  | 11 | 11 | 11 | 12 | 12 | 13 | 13 | 13 | 13 | 11 | 11 | 11 | 12 | 12 | 13 | 13 | 13 | 13 | 14 | 14 | 14 | 14 | 14 |   |
| Teplice          | 4      | 8  | 12 | 13 | 11 | 12 | 13 | 15 | 15 | 14 | 14 | 14 | 14 | 12 | 13 | 14 | 14 | 14 | 14 | 14 | 14 | 14 | 14 | 14 | 14 | 15 | 15 | 15 | 15 | 15 | 15 | 15 | 15 | 15 |   |
| Brno             | 16     | 14 | 15 | 18 | 18 | 18 | 16 | 16 | 16 | 16 | 17 | 16 | 16 | 16 | 16 | 16 | 15 | 15 | 15 | 15 | 16 | 16 | 16 | 16 | 16 | 16 | 16 | 16 | 16 | 16 | 16 | 17 | 16 | 16 |   |
| Příbram          | 14     | 17 | 15 | 17 | 17 | 17 | 18 | 18 | 18 | 17 | 16 | 17 | 17 | 17 | 17 | 17 | 17 | 17 | 17 | 17 | 17 | 18 | 18 | 18 | 18 | 18 | 17 | 17 | 17 | 17 | 17 | 16 | 17 | 17 |   |
| Opava            | 14     | 16 | 14 | 15 | 15 | 14 | 14 | 17 | 17 | 18 | 18 | 18 | 18 | 18 | 18 | 18 | 18 | 18 | 18 | 18 | 18 | 17 | 17 | 17 | 17 | 17 | 18 | 18 | 18 | 18 | 18 | 18 | 18 | 18 |   |

Kurzíva – Odehráno méně utkání

### Křížová tabulka
| Domácí \ Hosté | BOH | BRN | CBU | JAB | KAR | LIB | MLB | OLO | OPA | OST | PCE | PLZ | PRI | SLA | SLO | SPA | TEP | ZLN |
| Bohemians      |     | 2–1 | 1–1 | 0–0 | 2–0 | 3–0 | 4–0 | 0–0 | 0–0 | 1–1 | 1–1 | 1–4 | 2–1 | 0–0 | 1–3 | 1–2 | 2–0 | 2–0 |
| Brno           | 0–0 |     | 1–3 | 1–2 | 0–2 | 0–3 | 2–3 | 2–4 | 4–1 | 0–1 | 1–2 | 0–1 | 1–1 | 0–0 | 2–1 | 1–4 | 0–0 | 0–0 |
| Č. Budějovice  | 2–1 | 0–2 |     | 0–2 | 1–1 | 0–2 | 1–3 | 2–2 | 0–1 | 1–0 | 2–0 | 0–0 | 2–1 | 0–6 | 0–1 | 0–0 | 2–0 | 1–2 |
| Jablonec       | 2–1 | 0–1 | 2–1 |     | 3–0 | 2–1 | 1–1 | 3–1 | 4–1 | 2–0 | 1–0 | 3–2 | 2–1 | 1–1 | 0–3 | 1–0 | 4–1 | 3–1 |
| Karviná        | 2–1 | 1–1 | 3–0 | 2–2 |     | 1–1 | 0–0 | 0–1 | 3–1 | 0–0 | 0–2 | 1–1 | 0–1 | 1–3 | 0–2 | 2–5 | 2–0 | 0–2 |
| Liberec        | 1–1 | 1–1 | 0–0 | 1–3 | 1–1 |     | 3–0 | 1–2 | 2–0 | 0–0 | 4–1 | 4–1 | 3–0 | 0–1 | 1–1 | 2–2 | 2–1 | 1–0 |
| Ml. Boleslav   | 3–1 | 1–1 | 2–2 | 2–0 | 2–0 | 0–1 |     | 1–1 | 2–0 | 1–3 | 4–1 | 2–2 | 0–0 | 0–3 | 2–3 | 4–5 | 0–2 | 1–3 |
| Olomouc        | 3–0 | 1–0 | 1–1 | 1–3 | 3–0 | 1–0 | 0–3 |     | 4–1 | 0–2 | 0–1 | 2–2 | 1–1 | 0–1 | 0–0 | 2–3 | 1–1 | 0–1 |
| Opava          | 1–1 | 0–2 | 0–0 | 0–1 | 1–2 | 0–2 | 2–2 | 1–2 |     | 1–2 | 1–0 | 1–3 | 0–0 | 0–6 | 1–2 | 0–3 | 2–1 | 0–0 |
| Ostrava        | 1–0 | 1–1 | 2–2 | 2–1 | 1–1 | 1–0 | 2–1 | 1–1 | 3–0 |     | 3–0 | 0–2 | 5–0 | 0–1 | 1–2 | 0–0 | 1–1 | 4–2 |
| Pardubice      | 0–2 | 2–1 | 0–2 | 0–1 | 2–2 | 3–0 | 2–2 | 1–1 | 1–0 | 3–2 |     | 3–0 | 1–0 | 1–1 | 3–1 | 2–2 | 2–1 | 0–0 |
| Plzeň          | 3–1 | 4–1 | 2–1 | 1–1 | 0–1 | 0–2 | 2–1 | 1–0 | 3–1 | 4–0 | 2–0 |     | 3–3 | 0–1 | 2–1 | 3–1 | 7–0 | 2–0 |
| Příbram        | 1–4 | 1–1 | 0–1 | 1–0 | 0–1 | 0–2 | 2–1 | 0–2 | 1–1 | 0–4 | 0–1 | 0–0 |     | 3–3 | 1–4 | 1–3 | 1–3 | 1–0 |
| Slavia         | 2–1 | 1–1 | 2–1 | 3–0 | 1–1 | 3–0 | 1–0 | 3–1 | 4–0 | 2–1 | 3–0 | 5–1 | 3–0 |     | 3–0 | 2–0 | 5–1 | 2–1 |
| Slovácko       | 1–1 | 4–2 | 0–0 | 1–1 | 2–0 | 1–0 | 0–1 | 0–0 | 3–1 | 2–1 | 0–1 | 4–0 | 5–1 | 2–3 |     | 1–2 | 2–0 | 2–0 |
| Sparta         | 0–1 | 6–1 | 2–4 | 2–1 | 4–3 | 1–1 | 1–0 | 3–0 | 4–2 | 3–1 | 2–0 | 3–1 | 4–0 | 0–3 | 1–0 |     | 7–2 | 3–1 |
| Teplice        | 1–1 | 1–0 | 2–0 | 0–5 | 2–2 | 1–2 | 1–3 | 1–1 | 3–1 | 2–1 | 0–1 | 0–1 | 2–2 | 1–1 | 0–2 | 0–1 |     | 0–0 |
| Zlín           | 0–0 | 3–1 | 3–0 | 0–2 | 1–2 | 0–0 | 2–1 | 0–1 | 1–1 | 1–1 | 0–4 | 1–0 | 0–1 | 2–6 | 1–2 | 0–3 | 2–3 |     |

Aktualizováno po zápasech hraných 29. května 2021
Zdroj: 

Vysvětlivky
1. ↑  Domácí tým je uveden v levém sloupci

Barvy: Modrá = výhra domácích; Žlutá = remíza; Červená = výhra hostů

## Statistiky

### Góly
| Poř. | Hráč                | Tým               | Gól |
| ---- | ------------------- | ----------------- | --- |
| 1.   | Jan Kuchta          | SK Slavia Praha   | 15  |
| 1.   | Adam Hložek         | AC Sparta Praha   | 15  |
| 3.   | Martin Doležal      | FK Jablonec       | 14  |
| 4.   | Ivan Schranz        | FK Jablonec       | 13  |
| 5.   | Lukáš Juliš         | AC Sparta Praha   | 12  |
| 5.   | Jean-David Beauguel | FC Viktoria Plzeň | 12  |
| 5.   | Nicolae Stanciu     | SK Slavia Praha   | 12  |

O neobvyklý zápis do tabulek se postaral slávistický brankář Ondřej Kolář, který se v nastavení druhého kola proti Příbrami chopil penalty, kterou proměnil.

#### Hattrick
| Hráč                  | Tým               | Datum             | Kolo | Soupeř                     | Výsledek |
| --------------------- | ----------------- | ----------------- | ---- | -------------------------- | -------- |
| Stanislav Tecl        | SK Slavia Praha   | 23. srpna 2020    | 1.   | SK Dynamo České Budějovice | 6:0      |
| Michael Rabušic       | FC Slovan Liberec | 4. listopadu 2020 | 6.   | 1. FK Příbram              | 3:0      |
| Jan Kuchta            | SK Slavia Praha   | 27. ledna 2021    | 12.  | FC Fastav Zlín             | 6:2      |
| David Moberg Karlsson | AC Sparta Praha   | 14. února 2021    | 19.  | MFK Karviná                | 4:3      |
| Ladislav Krejčí       | AC Sparta Praha   | 3. dubna 2021     | 25.  | FK Teplice                 | 7:2      |
| Martin Doležal        | FK Jablonec       | 7. května 2021    | 31.  | FK Teplice                 | 4:1      |

#### Čtyři góly
Aktualizace k 29. květnu 2021.
| Hráč        | Tým             | Datum           | Kolo | Soupeř            | Výsledek |
| ----------- | --------------- | --------------- | ---- | ----------------- | -------- |
| Adam Hložek | AC Sparta Praha | 29. května 2021 | 34.  | FC Zbrojovka Brno | 6:1      |

### Asistence
| Poř. | Hráč          | Tým             | A  |
| ---- | ------------- | --------------- | -- |
| 1.   | Bořek Dočkal  | AC Sparta Praha | 10 |
| 2    | Lukáš Sadílek | 1. FC Slovácko  | 9  |
| 3    | Lukáš Provod  | SK Slavia Praha | 8  |
| 4    | Pavel Moulis  | FK Teplice      | 7  |
| 4    | Adam Hložek   | AC Sparta Praha | 7  |

### Čistá konta
| Poř. | Hráč             | Tým                  | Čisté konto |
| ---- | ---------------- | -------------------- | ----------- |
| 1.   | Ondřej Kolář     | SK Slavia Praha      | 16          |
| 2.   | Jan Laštůvka     | FC Baník Ostrava     | 10          |
| 2.   | Patrik Le Giang  | Bohemians Praha 1905 | 10          |
| 2.   | Aleš Mandous     | SK Sigma Olomouc     | 10          |
| 2.   | Stanislav Dostál | FC Fastav Zlín       | 10          |
| 5.   | Florin Niță      | AC Sparta Praha      | 9           |

### Žluté karty
| Poř. | Hráč            | Tým               |    |
| ---- | --------------- | ----------------- | -- |
| 1.   | Roman Potočný   | FC Fastav Zlín    | 10 |
| 1.   | Ondřej Karafiát | FC Slovan Liberec | 10 |
| 3.   | Jan Krob        | FK Teplice        | 9  |
| 3.   | Eduardo Santos  | MFK Karviná       | 9  |
| 5.   | 9 hráčů         | 9 hráčů           | 8  |

### Červené karty
| Poř. | Hráč          | Tým               | Vyloučení |
| ---- | ------------- | ----------------- | --------- |
| 1.   | Filip Kaša    | FC Viktoria Plzeň | 2         |
| 1.   | Matěj Hrabina | SFC Opava         | 2         |
| 1.   | Oliver Kingue | 1. FK Příbram     | 2         |
| 1.   | Jan Prosek    | FK Pardubice      | 2         |
| 5.   | 36 hráčů      | 36 hráčů          | 1         |

## Ocenění

### Hráč a trenér měsíce
| Měsíc            | Hráč                  | Tým             | Trenér              | Tým                        |
| ---------------- | --------------------- | --------------- | ------------------- | -------------------------- |
| srpen            | Lukáš Juliš           | AC Sparta Praha | Václav Kotal        | AC Sparta Praha            |
| září             | Adam Hložek           | AC Sparta Praha | Radoslav Látal      | SK Sigma Olomouc           |
| říjen a listopad | Tomáš Poznar          | FC Fastav Zlín  | David Horejš        | SK Dynamo České Budějovice |
| prosinec         | Abdallah Sima         | SK Slavia Praha | Petr Rada           | FK Jablonec                |
| leden            | Jan Kuchta            | SK Slavia Praha | Jindřich Trpišovský | SK Slavia Praha            |
| únor             | David Moberg Karlsson | AC Sparta Praha | Pavel Vrba          | AC Sparta Praha            |
| březen           | Nicolae Stanciu       | SK Slavia Praha | Jindřich Trpišovský | SK Slavia Praha            |
| duben            | Ivan Schranz          | FK Jablonec     | Petr Rada           | FK Jablonec                |
| květen           | Adam Hložek           | AC Sparta Praha | Pavel Vrba          | AC Sparta Praha            |

### Král asistencí
| Období       | Hráč            | Tým                  | A |
| ------------ | --------------- | -------------------- | - |
| 1.–5. kolo   | Antonín Vaníček | Bohemians Praha 1905 | 3 |
| 6.–10. kolo  | Lukáš Bartošák  | MFK Karviná          | 2 |
| 11.–15. kolo | Lukáš Sadílek   | 1. FC Slovácko       | 4 |
| 16.–20. kolo | Lukáš Provod    | SK Slavia Praha      | 4 |
| 21.–25. kolo | Jakub Pešek     | FC Slovan Liberec    | 2 |
| 26.–30. kolo | Pavel Šulc      | FC Viktoria Plzeň    | 3 |
| 31.–34. kolo | Jaromír Zmrhal  | FK Mladá Boleslav    | 4 |

## Soupisky
Poznámka: Za jménem brankáře uváděno (počet zápasů/udržená čistá konta/inkasované góly), u hráčů v poli (počet zápasů/počet gólů). Uvedeni pouze hráči, kteří alespoň jednou zasáhli do hry.

### 1. FC Slovácko
Pavol Bajza (11/4/9), Vít Nemrava (23/8/24) – Rigino Cicilia (18/3), Vlastimil Daníček (25/9), Josef Divíšek (14/0), Marek Havlík (31/2), Patrik Hellebrand (7/0), Stanislav Hofmann (31/4), Václav Jurečka (27/7), Michal Kadlec (32/1), Jan Kalabiška (25/4), Jan Kliment (31/10), Michal Kohút (29/2), Filip Kubala (21/1), Daniel Mareček (7/0), Timur Melekestsev (2/0), Jan Navrátil (25/2), Milan Petržela (33/5), Marek Polášek (1/0), Petr Reinberk (28/1), Jakub Rezek (11/0), Lukáš Sadílek (34/5), Jaromír Srubek (8/1), Patrik Šimko (26/0), Michal Tomič (13/0). Trenér Martin Svědík

### 1. FK Příbram
Ondřej Kočí (14/3/19), Martin Melichar (7/0/22), Jakub Šiman (13/4/23) – Emmanuel Antwi (24/2), František Belej (4/0), Isaac Boakye (6/0), Denis Budínský (3/0), Mihailo Cmiljanović (26/0), Chris Cortez (3/0), Tomáš Dočekal (9/0), Idrissa Diarra (3/0), Zdeněk Folprecht (10/1), Stanislav Gabriel (1/0), Pavel Hájek (15/0), Jiří Januška (8/0), Olivier Kingue (17/0), Steve Kingue (10/0), Peter Kleščík (7/0), Jan Kvída (19/0), Milan Lalkovič (8/0), Denis Laňka (8/0), Edrisa Lubega (9/2), Jiří Mezera (13/1), Martin Nový (29/2), Josef Obdržal (6/0), Adam Petrák (2/0), Tomáš Pilík (33/4), Dušan Pinc (7/0), Jan Rezek (25/1), Karel Soldát (24/1), Václav Svoboda (16/0), Jaroslav Tregler (26/1), Jonáš Vais (13/0), Stanislav Vávra (31/2), Stefan Vilotić (12/0), Radek Voltr (25/5), Filip Zorvan (29/2). Trenér Pavel Horváth (do 23. kola), Jozef Valachovič (od 24. kola)

### AC Sparta Praha
Milan Heča (8/1/11), Florin Niță (26/9/33) – Ondřej Čelůstka (27/1), Bořek Dočkal (33/4), Jan Fortelný (1/0), Dávid Hancko (24/5), Matěj Hanousek (25/0), Adam Hložek (19/15), Lukáš Juliš (25/12), Adam Karabec (23/3), Libor Kozák (13/4), Ladislav Krejčí I (21/3), Ladislav Krejčí II (20/8), David Lischka (5/0), Martin Minčev (14/0), David Moberg Karlsson (26/10), Ondřej Novotný (3/0), David Pavelka (25/2), Srđan Plavšić (22/1), Dominik Plechatý (10/0), Matěj Polidar (14/3), Michal Sáček (27/0), Filip Souček (18/0), Lukáš Štetina (2/0), Michal Trávník (18/0), Andreas Vindheim (17/1), Martin Vitík (17/0), Tomáš Wiesner (14/4). Trenér Václav Kotal (do 17. kola), Pavel Vrba (od 18. kola)

### Bohemians Praha 1905
Hugo Jan Bačkovský (5/3/2), Marek Kouba (2/0/3), Patrik Le Giang (27/10/32) – David Bartek (10/3), Jiří Bederka (27/0), Martin Dostál (28/1), Filip Hašek (3/0), Petr Hronek (31/4), Lukáš Hůlka (20/2), Josef Jindřišek (21/1), Adam Kadlec (2/0), Ibrahim Keita (23/3), Daniel Kosek (10/0), Daniel Köstl (20/0), Daniel Krch (18/0), Roman Květ (31/2), Vladislav Ljovin (27/1), Lukáš Musil (1/0), Tomáš Necid (27/5), Jakub Nečas (10/0), Vojtěch Novák (22/3), Pavel Osmančík (17/1), Lukáš Pokorný (1/0), Matěj Pulkrab (20/5), David Puškáč (24/5), Till Schumacher (20/1), Kamil Vacek (18/1), Antonín Vaníček (27/1), Jan Vodháněl (6/0), Jan Vondra (28/1). Trenér Luděk Klusáček

### FC Baník Ostrava
Viktor Budinský (1/0/1), Jan Laštůvka (32/10/37), Radovan Murín (1/1/0) – Oleksandr Azackyj (3/0), Dyjan Carlos de Azevedo (27/11), David Buchta (22/6), Jakub Drozd (1/0), Martin Fillo (32/0), Jiří Fleišman (25/0), Daniel Holzer (27/1), Ondřej Chvěja (3/1), Adam Jánoš (31/1), Milan Jirásek (6/0), Jan Juroška (9/0), Filip Kaloč (24/1), Nemanja Kuzmanović (27/1), Milan Lalkovič (2/0), Pepe Mena (10/0), Gigli Ndefe (21/1), Jakub Pokorný (30/1), Roman Potočný (16/3), Rudolf Reiter (3/0), Muhammed Sanneh (5/0), Yira Sor (9/0), Patrizio Stronati (30/2), Jaroslav Svozil (25/1), Ondřej Šašinka (27/1), Daniel Šmiga (4/0), Daniel Tetour (33/5), Muhamed Tijani (11/1), Tomáš Zajíc (30/8). Trenér Luboš Kozel (do 21. kola), Ondřej Smetana (od 22. kola)

### FC Fastav Zlín
Stanislav Dostál (34/10/47), Matej Rakovan (2/0/3)  – Petr Buchta (31/2), Martin Cedidla (27/1), Cheick Conde (20/0), Vachtang Čanturišvili (23/0), Youba Dramé (34/5), Antonín Fantiš (29/1), Marek Hlinka (28/1), Šimon Chwaszcz (1/0), Jakub Janetzký (31/3), Dominik Janošek (13/0), Lamin Jawo (28/1), Petr Jiráček (15/1), Jakub Kolář (8/0), Pedro Martínez (17/1), Róbert Matejov (18/0), Roman Potočný (16/3), Tomáš Poznar (31/9), Václav Procházka (30/1), Tobiáš Slovák (1/0), Dominik Simerský (28/1), Patrik Slaměna (5/0), David Tkáč (2/0), Martins Toutou Mpondo (7/0), Lukáš Vraštil (13/0). Trenér Bohumil Páník (do 31. kola), Jan Jelínek (od 32. kola)

### FC Slovan Liberec
Milan Knobloch (19/6/157), Filip Nguyen (16/6/15)  – Jakub Barac (3/0), Michal Beran (10/0), David Cancola (4/0), Lukáš Csáno (2/0), Radim Černický (1/0), Adama Diame (1/0), Miroslav Dvořák (1/0), Michal Faško (18/0), Michal Fukala (27/0), Dominik Gembický (1/0), Jakub Hromada (9/2), Matěj Chaluš (26/0), Jakub Jugas (23/0), Taras Kačaraba (10/2), Ondřej Karafiát (18/2), Martin Koscelník (27/0), Daniel Kosek (1/0), Kamso Mara (30/2), Jan Matoušek (19/0), Kristian Michal (8/0), Jan Mikula (30/0), Jhon Mosquera (29/7), Jakub Nečas (13/0), Aleš Nešický (5/0), Jakub Pešek (31/6), Marios Pourzitidis (14/0), Michael Rabušic (29/9), Imad Rondić (30/6), Michal Sadílek (24/6), Jan Šulc (3/0), Mohamed Tijani (8/0), Abdalláh Júsuf Hilál (9/1). Trenér Pavel Hoftych

### FC Viktoria Plzeň
Aleš Hruška (15/3/23), Jindřich Staněk (19/7/22) – Marko Alvir (9/0), Adriel Ba Loua (31/7), Jean-David Beauguel (30/12), Jakub Brabec (31/3), Pavel Bucha (26/7), Aleš Čermák (25/7), Šimon Falta (20/1), Milan Havel (26/2), Lukáš Hejda (20/3), Tomáš Hořava (9/1), Robin Hranáč (1/0), Matěj Hybš (6/0), Tomáš Chorý (2/0), Lukáš Kalvach (33/2), Filip Kaša (18/1), Joel Kayamba (21/1), Miroslav Káčer (24/1), Jan Kopic (16/2), Jan Kovařík (16/0), David Limberský (22/1), Lukáš Matějka (8/1), Ondřej Mihálik (22/0), Václav Míka (2/0), Zdeněk Ondrášek (31/6), Luděk Pernica (4/0), Radim Řezník (7/0), Pavel Šulc (20/1). Trenér Adrián Guľa (do 31. kola), Michal Bílek (od 32. kola)

### FC Zbrojovka Brno
Martin Berkovec (11/4/14), Jiří Floder (13/2/28), Martin Šustr (10/1/15) – Damián Bariš (21/0), Adrián Čermák (18/0), Jakub Černín (5/0), Pavel Dreksa (23/0), Lukáš Endl (7/0), Daniel Fila (21/1), Adam Fousek (24/2), Zoran Gajić (12/0), Jan Hladík (32/6), Jan Hlavica (17/0), David Jambor (7/0), Juraj Kotula (7/0), Jan Koudelka (7/0), Lukáš Kryštůfek (1/0), Claude Lhotecký (1/0), Jan Moravec (28/0), Ondřej Pachlopník (31/1), Luděk Pernica (19/4), Jakub Přichystal (25/4), Rudolf Reiter (15/0), Antonín Růsek (30/7), Jan Sedlák (29/0), Michal Ševčík (1/0), Vojtěch Šmíd (1/0), Peter Štepanovský (30/4), Šimon Šumbera (16/0), Jakub Šural (19/1), Jiří Texl (14/2), Ondřej Vaněk (16/1), Marek Vintr (6/0), Timotej Záhumenský (7/0). Trenér Miloslav Machálek (do 11. kola), Richard Dostálek (od 12. kola)

### FK Jablonec
Jan Hanuš (26/8/25), Vlastimil Hrubý (8/2/8) – Tomáš Čvančara (9/1), Martin Doležal (31/14), Patrik Haitl (11/0), Libor Holík (20/0), Robert Hrubý (26/3), Tomáš Hübschman (29/1), Jan Chramosta (10/1), Michal Jeřábek (2/0), Vladimir Jovović (27/2), Miloš Kratochvíl (20/4), Jan Krob (27/1), Vojtěch Kubista (27/5), Tomáš Ladra (13/2), Jakub Martinec (22/0), Václav Pilař (22/2), Dominik Pleštil (29/2), Jakub Podaný (24/0), Jakub Považanec (33/3), Ivan Schranz (28/13), Tomáš Smejkal (11/0), David Štěpánek (16/0), Oliver Velich (1/0), Jaroslav Zelený (32/3). Trenér Petr Rada

### FK Mladá Boleslav
Jakub Diviš (7/2/6), Jakub Markovič (1/0/3), Petr Mikulec (13/2/25), Jan Šeda (14/4/19) – Lukáš Budínský (25/2), Samuel Dancák (18/0), David Douděra (31/2), Václav Drchal (25/6), Ladislav Dufek (2/0), Jakub Fulnek (17/0), Šimon Gabriel (4/0), Martin Graiciar (6/0), Dāvis Ikaunieks (10/0), Dominik Janošek (11/0), Milan Jirásek (6/0), Jakub Klíma (25/0), Jiří Klíma (19/6), Antonín Křapka (21/0), Jiří Kulhánek (6/0), Tomáš Ladra (16/4), Daniel Langhamer (1/0), Tomáš Malínský (13/0), Marco Túlio (13/1), Petr Mareš (2/0), Dominik Mašek (13/3), Lukáš Mašek (5/0), Marek Matějovský (16/1), Robert Mazáň (13/0), Ondřej Mazuch (2/0), David Pech (2/0), Dominik Preisler (19/0), Radim Řezník (8/1), Jiří Skalák (16/0), David Šimek (18/2), Michal Škoda (30/10), Laco Takács (11/2), Alexej Tatajev (14/2), Ondřej Zahustel (13/2), Jaromír Zmrhal (18/4). Trenér Jozef Weber (do 10. kola), Karel Jarolím (od 11. kola)

### FK Pardubice
Marek Boháč (22/7/28), Štěpán Hrnčíř (1/0/2), Jiří Letáček (12/4/12)  – Cadu (29/7), Tomáš Čelůstka (28/1), Pavel Černý (30/2), Filip Čihák (19/1), Ewerton (28/3), Michal Hlavatý (23/1), David Huf (30/9), Lukáš Hušek (3/0), Jan Jeřábek (27/2), Dominik Kostka (18/1), Petr Kůrka (1/0), Pieter Langedijk (2/0), Sang-Hyeok Lee (8/0), Michal Petráň (14/1), Lukáš Pfeifer (22/1), Jan Prosek (16/0), Jiří Sláma (25/0), Tomáš Solil (29/0), Michal Surzyn (25/3), Vojtěch Sychra (1/0), Martin Šejvl (25/0), Samuel Šimek (3/0), Emil Tischler (30/5), Martin Toml (34/2), Matěj Vít (1/0). Trenéři Jiří Krejčí a Jaroslav Novotný

### FK Teplice
Jan Čtvrtečka (10/0/14), Jakub Diviš (2/1/2), Tomáš Grigar (17/3/35), Luděk Němeček (6/1/15)  – David Černý (30/0), Ruben Droehnle (10/0), Jan Fortelný (19/0), Šimon Gabriel (14/0), David Heidenreich (9/1), Jan Hošek (3/0), Alois Hyčka (19/0), Robert Jukl (26/2), Jan Knapík (17/0), Ladislav Kodad (15/2), Petr Kodeš (2/0), Daniel Kováč (3/0), Matyáš Kozák (2/0), Tomáš Kučera (26/1), Admir Ljevaković (16/0), Martin Macej (13/1), Lukáš Mareček (20/2), Jakub Mareš (27/9), Ondřej Mazuch (16/0), Pavel Moulis (32/4), Jevgenij Nazarov (2/1), Igor Paradin (2/0), Matěj Radosta (22/1), Jakub Řezníček (18/1), Jan Shejbal (8/0), Dominik Šup (1/0), Daniel Trubač (29/1), Tadeáš Vachoušek (1/0), Tomáš Vondrášek (26/0), Vukadin Vukadinović (23/1), Patrik Žitný (25/3). Trenér Stanislav Hejkal (do 9. kola), Radim Kučera (od 10. kola)

### MFK Karviná
Petr Bolek (15/3/25), Jiří Ciupa (10/1/14), Vladimír Neuman (9/3/10) – Lukáš Bartošák (32/3), Lukáš Čmelík (22/2), Soufiane Dramé (24/0), Dávid Guba (7/0), Marek Hanousek (6/0), Roman Haša (25/2), Christián Herc (31/6), Marek Janečka (16/0), Tomáš Jursa (21/0), Stylianos Kokovas (3/0), Jean Mangabeira da Silva (27/0), Róbert Mazáň (9/0), Rajmund Mikuš (30/0), Gigli Ndefe (14/0), Tomáš Ostrák (26/1), Michal Papadopulos (31/7), Leonardo Pereira (3/0), Kristi Qose (28/7), Eduardo Santos (31/2), Vlasij Sinjavskij (11/1), Vojtěch Smrž (26/0), Martin Šindelář (32/0), Rafael Tavares (17/3), Filip Twardzik (11/0), Martin Vlachovský (1/0), Kacper Zych (3/0). Trenér Juraj Jarábek

### SFC Opava
Tomáš Digaňa (10/2/19), Vilém Fendrich (20/4/42), Mikuláš Kubný (1/0/2), Kryštof Lasák (2/0/6), Vojtěch Šrom (1/0/2) – Jaromír Blažej (1/0), David Březina (11/1), Tomáš Čvančara (10/0), Denis Darmovzal (6/0), René Dedič (19/0), Joss Didiba (27/0), Bojan Đjorđić (11/0), Adam Gorčica (2/0), Štěpán Harazim (17/1), Matěj Helešic (31/4), Patrik Hellebrand (17/0), Josef Hnaníček (9/0), Lukáš Holík (25/2), Matěj Hrabina (23/0), Teodor Janjuš (2/0), Václav Juřena (23/0), Lukáš Kania (17/1), Tomáš Koschatzky (2/0), Denis Kramář (5/0), Jiří Kulhánek (16/0), Karol Mondek (30/2), Aleš Nešický (21/5), Bartosz Pikul (6/1), Tomáš Rataj (17/1), Adam Rychlý (5/0), Jan Řezníček (15/0), Jan Schaffartzik (8/0), David Smilek (1/0), Tomáš Smola (14/1), Adam Ščudla (5/0), Jiří Texl (9/0), Christ Joël Tiéhi (19/0), Dalibor Večerka (23/0), Jakub Vrána (1/0), Nataniel Wybraniec (1/0), Pavel Zavadil (8/0), Jan Žídek (23/3). Trenéři Radoslav Kováč a Alois Skácel

### SK Dynamo České Budějovice
Jaroslav Drobný (22/5/35), Vojtěch Vorel (12/5/12) – Marko Alvir (18/2), Fortune Akpay Bassey (6/0), Patrik Brandner (34/6), Patrik Čavoš (32/1), Benjamin Čolić (27/8), Dame Diop (12/0), Ubong Ekpai (10/0), Lukáš Havel (23/1), Filip Havelka (21/0), Petr Javorek (30/2), Lukáš Jánošík (12/2), Jiří Kladrubský (7/0), Jakub Kousal (1/0), Martin Králik (31/0), David Ledecký (9/0), Lukáš Matějka (7/1), Karol Mészáros (25/2), Matej Mršić (34/2), Pavel Novák (26/1), Lukáš Skovajsa (20/1), Pavel Šulc (4/1), Maksym Talovierov (26/1), Jonáš Vais (11/0), Matěj Valenta (19/1), Mick van Buren (8/1), Jan Vítovec (1/0). Trenér David Horejš

### SK Sigma Olomouc
Matúš Macík (3/0/4), Aleš Mandous (30/10/34), Michal Reichl (1/0/2) – Jean Luc Assoubre (2/0), Vít Beneš (21/0), Radim Breite (32/1), Kryštof Daněk (23/3), Šimon Falta (14/1), Jan Fiala (2/0), Pablo González (30/7), Lukáš Greššák (16/1), Matěj Hadaš (1/0), Ondřej Hapal (2/0), Martin Hála (28/1), David Houska (27/5), Roman Hubník (26/0), Mojmír Chytil (31/4), Václav Jemelka (6/0), Milan Kerbr (1/1), Radek Látal (28/1), Jaroslav Mihalík (10/0), Martin Nešpor (26/3), Florent Poulolo (25/0), Dominik Radić (3/0), Martin Sladký (20/0), Patrik Slaměna (6/0), Jáchym Šíp (6/0), Jan Štěrba (6/0), Filip Uriča (1/0), Michal Vepřek (12/0), Jakub Yunis (13/2), Tomáš Zahradníček (23/0), Pavel Zifčák (20/3), Ondřej Zmrzlý (24/2). Trenér Radoslav Látal

### SK Slavia Praha
Ondřej Kolář (31/16/19), 1 gól, Přemysl Kovář (1/0/0), Jan Stejskal (1/0/1), Matyáš Vágner (2/1/0)  – Alexander Bah (17/1), Michal Beran (5/0), Jan Bořil (27/3), Vladimír Coufal (5/0), Simon Deli (12/0), Oscar Dorley (26/2), Abdalláh Júsuf Hilál (8/1), Tomáš Holeš (24/6), David Hovorka (8/0), Jakub Hromada (14/0), Matěj Jurásek (2/0), Taras Kačaraba (10/0), Ondřej Karafiát (5/0), Jan Kuchta (27/15), Ondřej Kúdela (29/6), Ondřej Lingr (27/4), Tomáš Malínský (4/0), Lukáš Masopust (26/2), Petar Musa (14/3), Peter Olayinka (24/6), Lukáš Provod (27/3), Tomáš Rigo (1/0), Daniel Samek (2/0), Abdallah Sima (21/11), Nicolae Stanciu (30/12), Petr Ševčík (15/0), Laco Takács (6/1), Stanislav Tecl (22/4), Ibrahim Traoré (25/0), Mick van Buren (12/1), Denis Višinský (2/0), David Zima (21/0). Trenér Jindřich Trpišovský